# Cuvée Jolie Môme
 (avril 2021).
Si vous disposez d'ouvrages ou d'articles de référence ou si vous connaissez des sites web de qualité traitant du thème abordé ici, merci de compléter l'article en donnant les références utiles à sa vérifiabilité et en les liant à la section « Notes et références ».
La Cuvée Jolie Môme est une bière blanche belge de haute fermentation.
Cette bière artisanale est brassée par la brasserie du Flo établie à Blehen (Hannut) depuis 2005. Auparavant, elle était brassée par la brasserie du Bocq à Purnode et par la brasserie Van Steenberge à Ertvelde.
La bière est brassée par la brasserie artisanale du Flo établie à Blehen (Hannut), en collaboration avec le vigneron italien Matthieu Ferré. La bière a été nommée d'après la chanson Jolie Môme du chanteur français Léo Ferré. C'est une bière blanche avec une teneur en alcool de 4,5%.